# Siagri de l'Albigès
Siagri (Siagrius) fou comte de l'Albigès amb seu a Albi, nomenat el 618, i duc de Marsella o Provença des del 625; va morir en una data desconeguda poc temps després, abans del 630.
Siagri era fill de Salvi i Ercanfreda, de nobles famílies gal·loromanes d'Albi. Tenia dos germans mascles, Rústic, que va abraçar l'estat eclesiàstic i fou arxidiaca de Rodès i abat palatí (és a dir intendent de la capella del rei), i sant Desideri (conegut com a saint Gery), tresorer reial i bisbe de Cahors; i dues germanes femelles, Salvia i Avita. Els tres germans foren cridats a la cort per Clotari II el 613 i educats acuradament per ocupar els més alts càrrecs.
Deguts als bons serveis com a comte de l'Albigès, el rei Clotari II li va concedir el govern de Marsella que portava inclòs el de bona part de Provença amb títol de dux i patrici, vers el 625. En aquest temps Siagri s'havia casat amb Bertolena, dama de la ciutat d'Albi. Es creu que el càrrec de comte d'Albi o de l'Albigès fou cobert per sant Goeric o Abbó que segons es creu tradicionalment, abans de ser escollit bisbe de Metz el 627 havia estat comte de l'Albigès i d'una part d'Aquitània. Goeric va succeir a Metz a saint Arnoul, que era suposadament un parent proper seu
A la mort de Siagri, entre el 628 i el 630, el seu germà sant Desideri (anomenat Desideri d'Albi, Desideri de Cahors, Desideri de Marsella, Desideri de Provença) fou nomenat duc de Marsella o Provença al seu lloc, ja que Siagri no tenia fills. La successió privada Siagri la va deixar quasi totalment als pobres i a les esglésies. La seva muller Bertolena va viure uns anys virtuosament i amb austeritat i finalment va fer amb els béns el mateix que el seu marit. Desideri va prendre nominal possessió del ducat però el va abandonar al cap de poc per retornar a la cort on va restar com a tresorer amb facultats ampliades.